# Natasha Poly

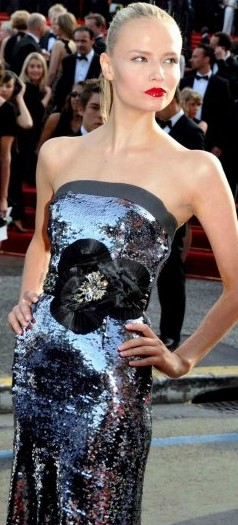
Natasha Poly

Natasha Poly (bürgerlich: Natalja Sergejewna Polewschtschikowa; russisch Наталья Сергеевна Полевщикова; * 12. Juli 1985 in Perm) ist ein russisches Model.
Natasha Poly wurde 2001 bei einem Model-Wettbewerb in Moskau entdeckt. Seit 2003 ist sie für internationale Werbekampagnen gebucht, darunter für Gucci, Prada, Jil Sander, L’Oréal, Calvin Klein oder H & M und war Covermodel für zahlreiche internationale Ausgaben der Vogue. 2005 und 2006 wirkte sie an den Victoria’s Secret Fashion Shows mit. 2011 und 2012 wurde sie für den Pirelli-Kalender fotografiert.
Sie wird von der Agentur Women Management vertreten.

## Karriere

### 2004–2005
Poly erschien in der Werbekampagne für Alberta Ferreti S/S 04 und in der Schmuckkampagne von Louis Vuitton im Jahr 2004.
Poly gab ihr Debüt bei der Emanuel Ungaro-Show im Jahr 2004. Obwohl sie noch neu in der Branche war, schaffte es Poly, im Jahr 2004 auf 54 Shows zu laufen und für prominente Designer wie Alberta Ferreti, Calvin Klein, Fendi, Gucci, Oscar de la Renta und Versus Versace zu modeln. Poly ist bekannt für ihren unverwechselbaren Look, ihre markanten Wangenknochen und ihre „sexy Figur“, was dazu führte, dass sie im selben Jahr in der australischen Vogue, der russischen Vogue und der französischen Vogue erschien. Im Jahr 2004 erschien Poly zweimal auf dem Cover der Vogue Paris, einmal auf dem Cover der Vogue Russia und der Vogue Australia.
Im Jahr 2005 erschien Poly in der Werbekampagne für Roberto Cavalli F/W 05. Im Jahr 2005 erschien Poly erneut auf dem Cover der Vogue Paris zusammen mit Mariacarla Boscono, Vlada Roslyakova und Sasha Pivovarova.
Poly baute auf ihrem erfolgreichen Start auf, als sie 2005 auf 130 Shows lief und im selben Jahr einen denkwürdigen Auftritt bei der Victoria’s Secret Modenschau hatte.

### 2007–2010
Poly war eines der „Faces“, die eines der vierzehn Cover der September-Ausgabe 2008 des Magazins V zierten.
Auf jedem Cover war ein berühmtes Model abgebildet, entweder aus der neuen Riege der Topmodels (Agyness Deyn, Lara Stone, Anja Rubik, Daria Werbowy, Masha Novoselova usw.) oder aus der Ära der Supermodels (Christy Turlington, Naomi Campbell, Eva Herzigova), fotografiert vom Duo Inez van Lamsweerde und Vinoodh Matadin.
Im Jahr 2008 erschien Poly in der Werbung für Marken wie Louis Vuitton, Roberto Cavalli und Sonia Rykiel. In der Herbst-/Wintersaison 2008–2009 war Poly in 7 Werbekampagnen zu sehen. 2008 widmete die russische Vogue ihr neuestes Cover Natasha Poly.
Poly wurde dreimal hintereinander auf Platz 1 des First Face Countdowns von Fashion Television gewählt (Frühjahr 2008, Herbst 2008 und Frühjahr 2009), außerdem wurde sie auf Platz 7 (Frühjahr 2007), Platz 4 (Herbst 2009 und Frühjahr 2010) und Platz 5 (Herbst 2010) gewählt. Der First Face Countdown zeigt die Models an, die während einer Saison die meisten Shows eröffnet haben.
Vogue Paris erklärte sie zu einem der 30 besten Models der 2000er Jahre.